# Lacus Luxuriae
Il Lacus Luxuriae ("Lago della lussuria", in latino) è un piccolo mare lunare. Ha un'estensione di circa 50 km.